# Wilhelm Wachsmuth
Ernst Wilhelm Gottlieb Wachsmuth, född 28 december 1784 i Hildesheim, död 23 januari i 1866 i Leipzig, var en tysk historiker och fornforskare.
Wachsmuth var en tid anställd som lärare i de italienska och engelska språken vid universitetet i Halle an der Saale samt blev professor 1820 i klassiska och moderna språk i Kiel och 1825 i historia i Leipzig.
Wachsmuth utgav ett stort antal arbeten, vilka behandlar den nyare tidens historia, bland vilka det mest betydande är Historische Darstellungen aus der Geschichte der neuern Zeit (1831-35). På den klassiska fornforskningens område skaffade han sig ett berömt namn, i synnerhet genom Hellenische Alterthumskunde aus dem Gesichtspunkte des Staats (fyra band, 1826-30; andra upplagan 1844-46).

## Fotnoter
1. 1 2  Gemeinsame Normdatei, läst: 27 april 2014.[källa från Wikidata]
2. 1 2  Bibliothèque nationale de France, BnF Catalogue général : öppen dataplattform, id-nummer i Frankrikes nationalbiblioteks katalog: 135275347, läst: 10 oktober 2015.[källa från Wikidata]
3. ↑  Gemeinsame Normdatei, läst: 11 december 2014.[källa från Wikidata]
4. ↑  Gemeinsame Normdatei, läst: 31 december 2014.[källa från Wikidata]
5. ↑  Mathematics Genealogy Project.[källa från Wikidata]
6. ↑  Charles Dudley Warner (red.), Library of the World's Best Literature, 1897, läs online.[källa från Wikidata]